# Jean-Luc Moudenc
Jean-Luc Moudenc (ur. 19 lipca 1960 w Tuluzie) – francuski polityk i samorządowiec, deputowany, w latach 2004–2008 i od 2014 mer Tuluzy. Kawaler Legii Honorowej.

## Życiorys
Ukończył studia prawnicze na Uniwersytecie Tuluza I. Uzyskał dyplom DESS z zakresu prawa pracy. Pracował jako urzędnik państwowy w administracji kontroli finansowej. Zajmował się również dziennikarstwem w ramach pisma „La Croix du Midi”.
Od 1977 zaangażowany w działalność polityczną, wstąpił wówczas do Centrum Demokratów Społecznych (w latach 1991–1994 przewodniczył organizacji młodzieżowej CDS), z którym współtworzył Unię na rzecz Demokracji Francuskiej. W 2002 przystąpił do Unii na rzecz Ruchu Ludowego. W 2010 objął kierownictwo UMP w departamencie Górna Garonna.
W 1987 wybrany po raz pierwszy do rady miejskiej Tuluzy. W 1992 uzyskał mandat radnego regionu Midi-Pireneje, a w 1994 radnego departamentu. W latach 1989–1992 był dyrektorem gabinetu Philippe'a Douste-Blazy'ego, sprawującego wówczas urząd mera Lourdes. Później został asystentem Dominique'a Baudisa, ówczesnego mera Tuluzy. Pracował następnie na kierowniczych stanowiskach w administracji miejskiej, zajmując się głównie kwestiami transportu.
W 2004 objął urząd mera Tuluzy, zastępując Philippe'a Douste-Blazy'ego. Nie utrzymał tego stanowiska w wyborach miejskich w 2008 (burmistrzem został kandydat socjalista Pierre Cohen). Został liderem centroprawicowej opozycji w radzie miejskiej. W wyborach parlamentarnych w 2012 uzyskał mandat posła do Zgromadzenia Narodowego XIV kadencji. W drugiej turze wyborów lokalnych w 2014 uzyskał ponad 52% głosów, pokonując ubiegającego się o reelekcję lewicowego Pierre'a Cohena i powracając tym samym na urząd mera Tuluzy. W 2020 został wybrany na kolejną kadencję.